# La señorita de Trévelez (película)
La señorita de Trevélez  es una película española de 1936 dirigida por Edgar Neville y protagonizada por Edmundo Barbero, Antoñita Colomé y Fernando Freyre de Andrade. La película está basada en el la obra de teatro homónima de Carlos Arniches. Se estrenó el 27 de abril de 1936 en el Palacio de la Música de Madrid, pocos meses antes del desencadenamiento de la Guerra Civil. Se hizo otra película basada en la misma obra de teatro en 1956 llamada Calle Mayor. De la única copia que queda de la película, sólo se conservan 44 minutos y la calidad no es la más óptima.

## Imágenes

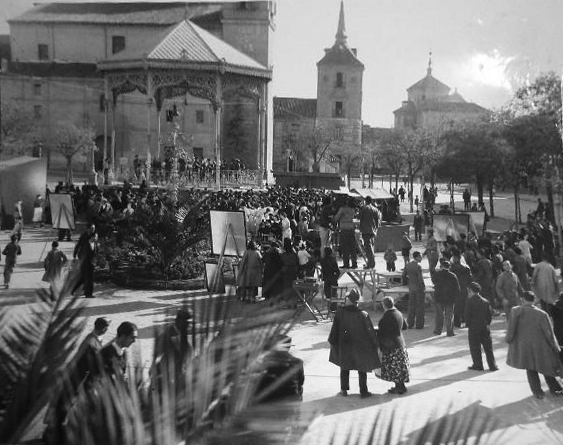
Fotografía del rodaje de la película La señorita de Trévelez, de Edgar Neville. Tomada en la Plaza de Cervantes de Alcalá de Henares en 1936.

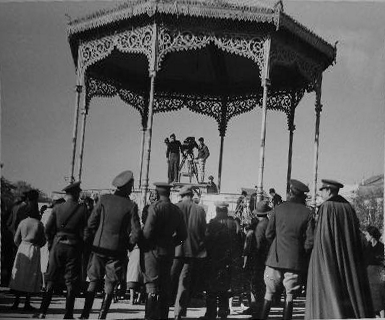
Fotografía del rodaje de la película La señorita de Trévelez, de Edgar Neville. Tomada junto al quiosco de la música de la Plaza de Cervantes de Alcalá de Henares, en 1936.